# Aduada
Aduada (georgiska: ადუადა) är ett berg i Georgien. Det ligger i regionen Abchazien, i den nordvästra delen av landet, 290 km nordväst om huvudstaden Tbilisi. Toppen på Aduada är 2 775 meter över havet.